# 이고은 (가수)
이고은은 대한민국의 가수이다.
현재 거주지는 서울특별시이다.

## 데뷔
- 2006년 정규 앨범 "사랑하기 좋은 날"

## 음반
- 2010년 오면 사랑 가면 남
- 2007년 사랑하기 좋은 날 (New Ver.)
- 2006년 사랑하기 좋은 날